# Rudolf Arnheim
Rudolf Arnheim (ur. 15 lipca 1904 w Berlinie, zm. 9 czerwca 2007 w Ann Arbor) – urodzony w Niemczech pisarz, teoretyk sztuki i filmu, psycholog percepcji. 

## Życiorys
Najważniejsze prace badawcze: Art and Visual Perception: A Psychology of the Creative Eye (1954) (polski przekład: Sztuka i percepcja wzrokowa. Psychologia twórczego oka), Visual Thinking (1969) (polski przekład: Myślenie wzrokowe), oraz The Power of the Center: A Study of Composition in the Visual Arts (1982). 
Jego książki przetłumaczono na kilkanaście języków.